# Résolution 1998 du Conseil de sécurité des Nations unies
Membres permanents
- Chine
- États-Unis
- France
- Royaume-Uni
- Russie

Membres non permanents
- Afrique du Sud
- Allemagne
- Bosnie-Herzégovine
- Brésil
- Colombie
- Gabon
- Inde
- Liban
- Nigéria
- Portugal

Résolution no 1997 Résolution no 1999
La résolution 1998 du Conseil de sécurité des Nations unies, adoptée à l'unanimité le 12 juillet 2011, est une résolution thématique sur les enfants et les conflits armés. Après avoir réaffirmé les résolutions 1261 (1999), 1314 (2000), 1379 (2001), 1460 (2003), 1539 (2004), 1612 (2005) et 1882 (2009) sur le même thème, le Conseil de sécurité a déclaré les écoles et les hôpitaux interdits aux groupes armés et aux activités militaires. Il a demandé au secrétaire général que de les parties à un conflit armé qui attaquent de tels lieux protégés soient inscrits sur la « liste de la honte », la liste publique annexée aux rapports du secrétaire général sur les enfants et les conflits armés. 
La résolution, parrainée par l'Allemagne, était la huitième résolution concernant les enfants et les conflits armés adoptée depuis 1998. 

## Résolution

### Préambule
Dans le préambule de la résolution, le Conseil de sécurité a rappelé son attachement à la paix et à la sécurité internationales, ce qui comprend l’impact des conflits sur les enfants. Toutes les parties à un conflit ont été appelées à respecter le droit international relatif à la protection des civils dans les conflits armés, tels que les conventions de Genève et la Convention relative aux droits de l’enfant. Le Conseil a reconnu les progrès réalisés depuis la mise en œuvre des résolutions 1612 (2005) et 1882 (2009) et a souligné la responsabilité des gouvernements nationaux de protéger et de venir en aide aux enfants touchés par les conflits armés.
Les membres du Conseil ont estimé que la protection des enfants dans les conflits armés était un élément important d’une stratégie globale de résolution des conflits. Il était nécessaire de mettre fin à l'impunité et tenir responsable ceux qui commettaient des actes de violence contre les enfants, des dispositions étaient prévues dans le Statut de la Cour pénale internationale.
Le préambule de la résolution 1998 exprime des inquiétudes concernant les attaques et les menaces d’attaques contre les écoles ou les hôpitaux, y compris les attaques contre le personnel en relation avec ces établissements et la fermeture des institutions en temps de conflit et de menace d’attaque.

### Dispositif
Le Conseil de sécurité a fermement condamné toutes les violations du droit international impliquant le recrutement d’enfants par des parties à un conflit armé, ainsi que les violences sexuelles, le viol, l'enlèvement, le meurtre, les attaques contre des écoles ou des hôpitaux et le refus d’accès humanitaire aux enfants. Il a été demandé au secrétaire général d’inclure dans ses rapports des informations sur les attaques contre les écoles ou les hôpitaux et les personnes protégées et d'en faire un volet spécifique au sein du rapport consacré à la question des enfants dans les conflits armés. 
La résolution exhortait les parties à un conflit armé à s’abstenir de toute action qui empêcherait les enfants d’accéder à l'éducation ou aux services de santé. À cet égard, le secrétaire général devait surveiller et signaler l’ utilisation militaire illicite des écoles. Notant que certaines parties à un conflit armé avaient élaboré des plans pour mettre fin à l’utilisation d’enfants dans les conflits, celles qui ne l’avaient pas fait ont été instamment priées de s’acquitter de leurs obligations et d’élaborer des plans assortis de délais pour mettre fin aux pratiques illicites.
Le Conseil s'est dit déterminé à garantir le respect de ses résolutions sur les enfants dans les conflits armés. Il a été demandé à tous les États de prendre des mesures contre les auteurs persistants de violations du droit international concernant les enfants dans les situations de conflit armé. Parallèlement, les Nations unies incluraient des dispositions pour la protection des enfants dans leurs missions de maintien de la paix, de consolidation de la paix et leurs missions politiques.
Enfin, le secrétaire général Ban Ki-moon a été invité à rendre compte d’ici juin 2012 de la mise en œuvre de la résolution 1998.

## Voir également
- Droit de la guerre
- Liste des conflits armés en cours
- Utilisation des enfants à des fins militaires
- Résolutions thématiques du Conseil de sécurité des Nations unies relatives aux enfants et aux conflits armés